# ماركوس باليونيس
ماركوس باليونيس (12 مايو 1987 بكاوناس في ليتوانيا - ) هو لاعب كرة قدم ليتواني في مركز الدفاع. شارك مع منتخب ليتوانيا تحت 21 سنة لكرة القدم ومنتخب ليتوانيا لكرة القدم. أما مع النوادي، فقد لعب مع بادربورن 07 ودينامو دريسدن ويان ريغينسبورغ وSV Wacker Burghausen ‏ وSV Wacker Burghausen II ‏.

## وصلات خارجية
- ماركوس باليونيس على موقع الاتحاد الدولي (مؤرشف)  (الإنجليزية)
- ماركوس باليونيس على موقع الاتحاد الأوربي (الإنجليزية)
- ماركوس باليونيس على موقع قاعدة بيانات كرة القدم.إي يو (الإنجليزية)
- ماركوس باليونيس على موقع بيانات كرة القدم. دي إي (الألمانية)
- ماركوس باليونيس على موقع ناشيونال فوتبول تيمز (الإنجليزية)
- ماركوس باليونيس على موقع Soccerway.com (الإنجليزية)
- ماركوس باليونيس على موقع عالم كرة القدم.نت (الإنجليزية)
- ماركوس باليونيس على موقع AS.com (الإسبانية)